# 対称性の破れ

対称性の破れを説明する簡単な図。上の図で示された、中央の山の上にボールが乗っている系は、初期状態では左右対称である。しかし、このボールは不安定であり、摂動によって左右どちらかに転がり落ちた時、対称性は失われる。

対称性の破れ（たいしょうせいのやぶれ, Symmetry breaking, Symmetry violation）とは、物理学において、対象の対称性が失われることをいう。

## 概要
無秩序な系は、どの方向から見ても同様に無秩序であるという意味で、高い対称性をもつ（等方的である）と考えることできる。ここで、そういった高い対称性をもつ無秩序な系が、より規則的で、より対称性が低い状態へと変わることを、対称性の破れという。対称性の破れは、臨界点を交差して系に作用する摂動が、系の分岐の方向を決定する現象であり、パターン形成において主要な役割を担うと考えられている。
1972年、ノーベル賞受賞者フィリップ・アンダーソンは、還元主義のいくつかの欠点を示すためにMore is differentというタイトルのサイエンス誌の論文で、対称性の破れの概念を用いた。
対称性の破れには、大きく分けて次の三種類が知られている。
- 明示的な対称性の破れ
- 自発的な対称性の破れ
- 量子異常による対称性の破れ

## 明示的な対称性の破れ
理論には対称性が高い精度で存在するが、ラグランジアンおよび運動方程式に対称性を破る小さな項が含まれていることを指す。対称性を満たすとして理論計算したところを出発点とした摂動によって系を理解することが出来る。明示的対称性の破れは、系を記述している法則がそれ自身、問題になっている対称性の下で不変ではない時に起こる。
標準モデルにおける「CP対称性の破れ」がこの一例である。1981年において最新の観測結果であったボトムクォークの寿命が理論予測よりも大きいという事実に基づき、B中間子系で観察できるという事が、A.B.Carterと三田一郎によって指摘された。これによって、B中間子系がクォーク混合とCP対称性の破れを観測するには重要であると認識されることとなった。なお、クォーク混合に関しては、理論から予測されるよりも数が少ない太陽ニュートリノの減少を説明できるニュートリノ振動とも密接な繋がりを持つ現象である。

## 自発的な対称性の破れ
自発的対称性の破れは、理論のラグランジアンや運動方程式自体は対称性を持つが、真空が対称性を破っている場合を言う。このとき、系の背景（真空）が非不変であるため、系の法則は不変だが系自体が不変でないように見える。そのような対称性の破れは秩序パラメータによってパラメータ化される。自発的対称性の破れの特別なものが力学的対称性の破れである。
ワインの瓶は回転対称であるが、系がもっとも低エネルギーの点を探した結果、ワインの瓶底の一点に落ちると、その点は回転対称でないことを想像すればイメージが掴みやすい。その際、ワイン底に沿って小さなエネルギーで転がることが出来るが、これを量子化した粒子を南部ゴールドストーン・ボソンと言う。
ヒッグス機構は、この南部ゴールドストーンボソンがゲージ場と結合して質量のあるベクトル粒子となる機構である。

## 量子異常による対称性の破れ
古典論の段階では理論のラグランジアンに対称性があるが、量子化に伴ってその対称性が失われてしまう現象を量子異常による対称性の破れと言う。代表的な例として、古典的には{\displaystyle \pi ^{0}}中間子は二つの光子には対称性のため崩壊できないが、場の量子論では崩壊できることが示され実験と一致している。